# 卡美特山
卡美特山（कामेत）是印度的山峰，位於該國北部北阿坎德邦，毗鄰與西藏接壤的邊境，屬於喜馬拉雅山脈的一部分，海拔高度7,756米，人類在1931年6月21日首次成功登頂。

## 外部連結
- Kamet on Peakware（页面存档备份，存于）